# 陳文昭
陳文昭（？—？），字明甫，山東東昌府濮州人，民籍，明朝政治人物，進士出身。

## 生平
正德八年（1513年）癸酉科山東鄉試第一名舉人（解元），九年（1514年）聯捷甲戌科二甲第二十八名進士，官至戶部員外郎。